# Mozdev
Mozdev je webový server nabízející bezplatný hosting a nástroje pro tvůrce doplňků aplikací Mozilla. Velká část rozšíření pro Firefox, Thunderbird či SeaMonkey je hostována právě na tomto serveru. Jedinou podmínkou bezplatného hostingu je šíření výsledků pod licencí schválenou OSI. Server v současné době hostuje přes 200 doplňků a jeho provoz zajišťuje nezisková organizace Mozdev Community.